# Yoshihiko Yoshimatsu
Yoshihiko Yoshimatsu (Japans: 吉松 義彦, Yoshimatsu Yoshihiko; Kagoshima, 16 november 1920 – 5 juli 1988) was een Japans judoka.
Op het  wereldkampioenschap judo van 1956 in Tokio won hij zilver, na verlies tegen Shokichi Natsui. Hij won driemaal het Japans kampioenschap judo, namelijk in 1952, 1953 en 1955. In 1948 won hij brons en in 1951 zilver.